# 聖馬可小學

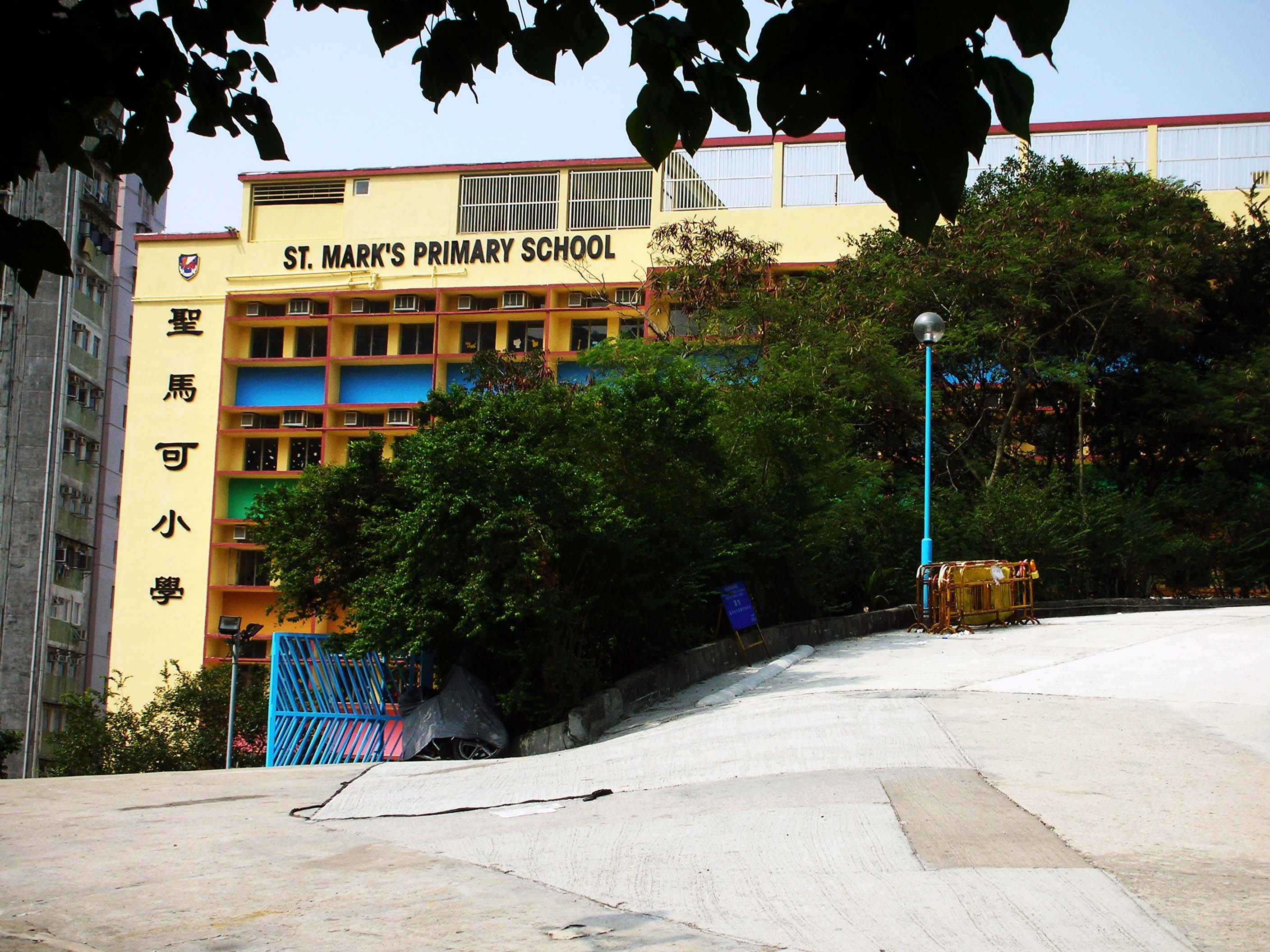
聖馬可小學外貌

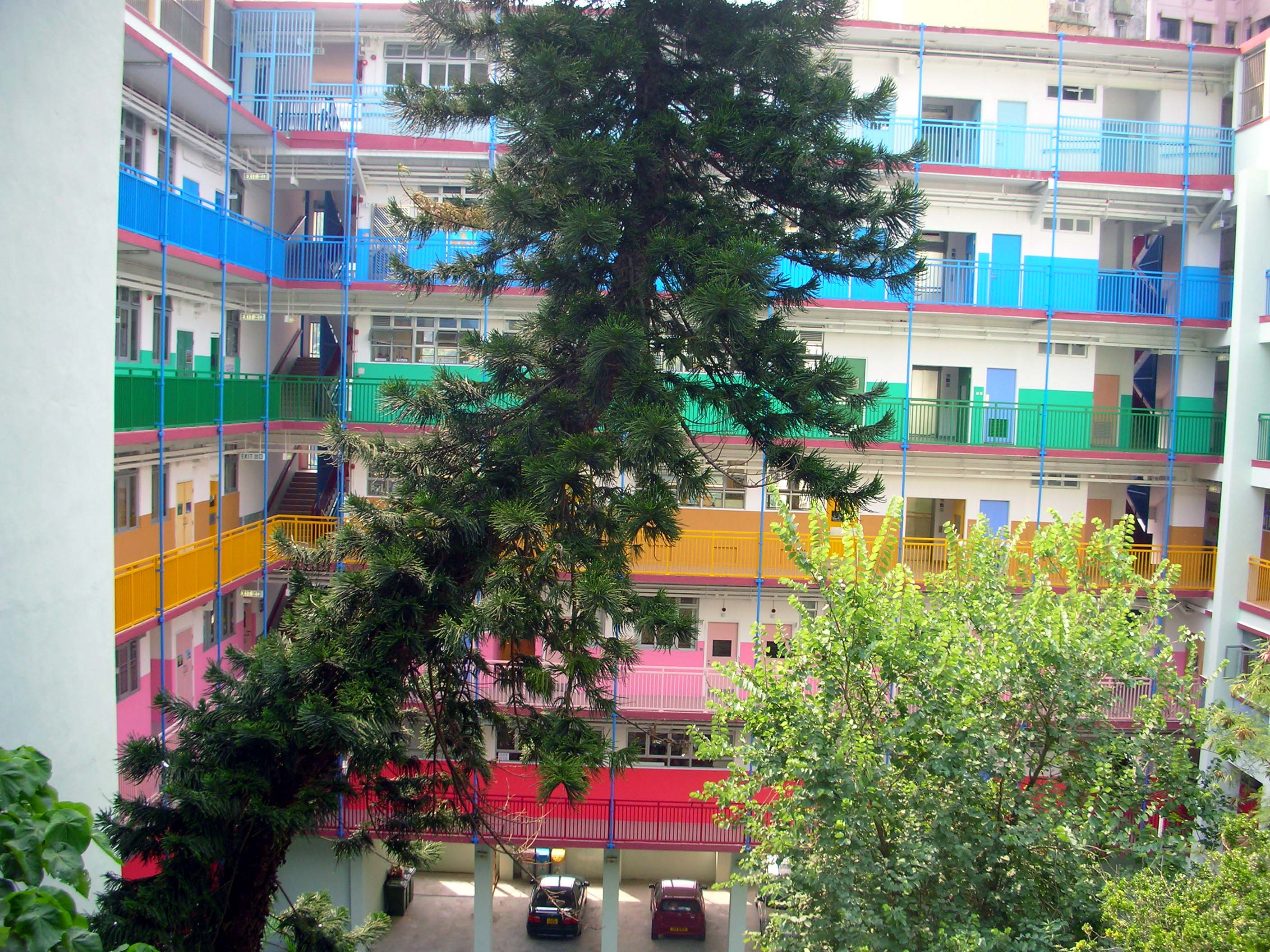
校舍內景

聖馬可小學（英語：St. Mark's Primary School），為香港一所已停辦的全日制資助小學，由香港聖公會創辦，末任校長為梁浩偉先生。

## 歷史
聖馬可小學原名聖公會聖巴西流小學，始創於1965年，初期為附設於聖巴西流工業中學的半日制小學，至1978年將下午校併入上午校，並在六年後轉為全日制，直至結束為止。隨著中學部於1996年遷入柴灣翠灣邨，筲箕灣校址僅餘下小學部，而兩校直屬關係因而結束。
由於收生不足，此校曾於1991/92學年獲派「0班」，但其後獲得續辦。至2000年代，因收生仍未有改善，加上同系聖馬可中學申建附屬小學失敗，此校於2005年9月1日起，易名為聖馬可小學，並與上述中學結為一條龍學校，學生畢業後可直升往該中學就讀，同時改以英語教學，以求增加收生。
然而，因為教育統籌局改變中學教學語言政策，聖馬可中學於2006年2月12日，宣佈與聖馬可小學斷絕僅僅維持一年的「一條龍」關係。這引起了聖馬可小學家長以及教育統籌局強烈不滿，而此校亦再次陷入收生不足的困局，更多次傳出殺校的傳言。
2016年1月，因收生下跌，加上政府拒絕校方重建或遷校的申請，聖馬可小學決定於2016/17學年起停收學生，待現有全部學生畢業後便停辦。因此，此校已於2021年7月停辦，而大部分老師已於2017-2020年間陸續辭職；在結校的最後一個學年，此校僅餘一班（6A班）。
隨著聖馬可小學停辦，聖公會將收回校舍，並準備申請重建為明華神學院新校、老人院及幼稚園。

## 校訓
聖馬可小學自2015/16年度起重新加入聖公會（香港）小學監理委員會有限公司（下稱「小監」），再度成為小監屬校。故校訓亦從「敏事正道」，改為小監屬校的統一校訓：「非以役人，乃役於人」。然而，校徽上原有校訓「敏事正道」的字樣並無移除，直至停辦為止。而在2005年前，則為「業精禱誠」，與已遷校的中學部一致。

## 歷任校監
- 鍾嘉樂牧師[7]

## 歷任校長
- 葉蘭英女士 (1965年至1984年，上午校創校校長)
- 張福池先生 (1965年至1978年，下午校創校校長)
- 何智航女士 (1984年至1996年，首任全日制校長)
- 劉雪瓊女士 (1996年至2001年)[7]
- 陳美英女士 (2001年至2004年)
- 胡家霖先生 (2004年至2006年，因「斷龍」事件被解僱)[8]
- 陳翠玲女士 (2006年至2017年，首半年為署理校長，其後為正任校長)
- 梁浩偉先生 (2017年至2021年，末任校長，結校後調往聖公會牧愛小學擔任校長)

## 著名/傑出校友
- 張萬有：香港漫畫家（1970年小六）
- 黃兆銘：香港流行音樂製作人[註 1]

## 外部連結
- 聖馬可小學網站（页面存档备份，存于）